# Liubomîrivka, Kazanka
Liubomîrivka (în ucraineană Любомирівка) este un sat în comuna Vesela Balka din raionul Kazanka, regiunea Mîkolaiiv, Ucraina.

## Demografie
Componența lingvistică a localității Liubomîrivka
     Ucraineană (76,39%)
     Română (13,89%)
     Rusă (9,72%)
Conform recensământului din 2001, majoritatea populației localității Liubomîrivka era vorbitoare de ucraineană (76,39%), existând în minoritate și vorbitori de română (13,89%) și rusă (9,72%).